# Lunzig
Lunzig är en ortsteil i kommunen Langenwetzendorf i Landkreis Greiz i förbundslandet Thüringen i Tyskland. Lunzig var en kommun fram till 31 december 2013- när den uppgick i Langenwetzendorf. Kommunen Lunzig hade 159 invånare 2013.